# Kong Karls land

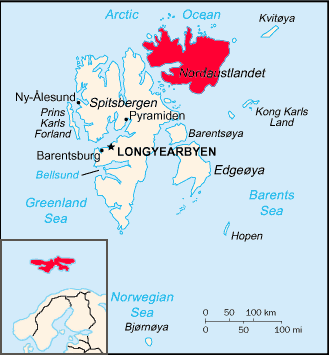
Översiktskarta

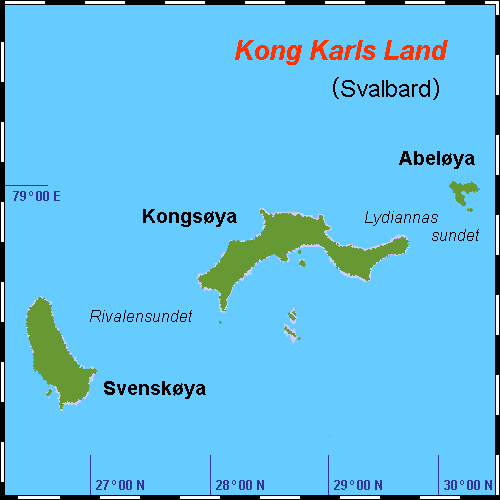
Kong Karls land

Kong Karls land (svenska: Kung Karls land) är en liten ögrupp i nordöstra Svalbard. Öarna har den största populationen av isbjörn i hela Svalbard.

## Geografi
Kong Karls land ligger cirka 325 km nordöst om Longyearbyen och cirka 80 km sydöst om Nordaustlandet i Barents hav i Norra ishavet.
Den obebodda ögruppen har en area på cirka 331 km² och består av de tre större öarna:
- Kongsøya, huvudön
- Svenskøya
- Abeløya

och småöarna
- Helgolandøya, Tirpitzøya samt ytterligare några mindre holmar och skär.

Öarna består av sedimentära bergarter från Mesozoikum och basaltsten och har endast mycket lite växtlighet.
Kong Karls land är det största habitat för isbjörn i hela Svalbard och det viktigaste uppfödningsområdet av isbjörn i hela Arktis.
Förvaltningsmässigt ingår Kong Karls land i naturreservatet Nordaust-Svalbard naturreservat.

## Historia
Ögruppen upptäcktes möjligen redan 1617 av engelske valfångaren Thomas Edge som då döpte området till "Wiches Land" efter Richard Wiche, en av ägarna till Muscovy Company som finansierade expeditionen. Ögruppen föll därefter i glömska.
1853 återupptäckte norske sälfångaren Erik Eriksen ögruppen igen. 1859 blev Eriksen även den förste att landstiga på ögruppen. 
Från början användes namnet för att hedra tyske Karl I av Württemberg, norske geografen H. Mohn ritade en karta över området baserad på muntlig information och använde också namnet Kong Karls land men syftade då på svensk/norske kung Karl XV/Karl IV.
1859 återupptäckte även norske Elling Carlsen ögruppen då Eriksens upptäckt inte spridit sig ännu.
Ögruppen omnämns i den geografiska litteraturen första gången 1864 av Nils Dunér och Adolf Erik Nordenskiöld i deras rapport över Svalbardsexpeditionen.
Kong Karls land besöktes därefter av flera expeditioner däribland en engelsk under ledning av Arnold Pike 1897 och tyska Helgolandexpeditionen under ledning av Römers och Schauginns 1898.
1898 kartlades ögruppen av svenske Kjellström och Hamberg av en expedition under ledning av Alfred Nathorst.
1930 besöktes ögruppen av den norska "Franz Josef Land Expedition" under ledning av G. Horn.
1938 fotograferades ögruppen från luften av den norska Svalbardexpeditionen.
1973 inrättades Nordaust-Svalbard naturreservat.
Den 1 juli 1985 instiftades totalt landstigningsförbud på ögruppen. Förbudet gäller alla öar och skär och inkludera även havsområdet 500 meter från land.